# Mrežni portal
Mrežni portal mjesto je pristupa informacijama koje čini više različitih, logički povezanih, aplikacija koje su zajedničke većem broju korisnika.

## Odredba
Portali objedinjuju različite informacije iz većeg broja izvora pružajući tako dosljedne podatke i pristup brojnim aplikacijama koje bi u suprotnom predstavljale zasebne jedinice.
Osobni portal stranica je na mreži koja uglavnom pruža mogućnosti posebno prilagođene svakom korisniku uz mogućnost posjeta i prelaska na stranice s drukčijim sadržajem. Dizajnirana je za upotrebu distrubuiranih aplikacija i različitog broja softvera koji djeluju između aplikacije i mreže kako bi omogućili razne usluge s brojnih drugih izvora.
Zbog potrebe za jednim mjestom, na kojem se nalaze pristupi različitim sadržajima i informacijama, korisnici prvenstveno žele presonalizirati aplikacije i imati ih na samo jednom mjestu s kojeg mogu upravljati svim ostalim aplikacijama. Sve se te mogućnosti najlakše i najbolje postižu upotrebom portala. S obzirom na to da sve aplikacije unutar jednog portala dijele informacije, postoji bolja komunikacija između korisnika.

## Prednosti i obilježja
Prednosti
- pristup sadržajima, aplikacijama i raznim informacijama
- poboljšana komunikacija i suradnja između korisnika
- objedinjen, trenutan pristup različitim informacijama
- personalizirano međudjelovanje korisnika
- brza, jednostavna prilagodba i održavanje sadržaja na stranici

Obilježja
- interaktivni prikaz i pregled sadržaja
- dosljednost u korištenju zaglavlja i podnožja, shemi boja, ikona i logotipa
- tzv. »portlet« koji čini mrežnu aplikaciju unutar preglednika

## Vrste
Osobni
Sredinom devedesetih godina, zahvaljujući rastu posjedovanja preglednika, mnoge su se tvrtke trudile osnovati, kupiti ili nabaviti vlastiti portal kako bi dobile udio u ukupnu profitu tržišta na internetu. Tvrtka „America Online” pokrenula je svoj portal „Netscape”,„ Walt Disney Company” „Go.com”, a„ Excite” i „@Home” postali su dijelovi „AT&T” kompanije za vrijeme kasnih devedesetih.
Mnogi su portali počeli kao mrežni direktoriji, popisi datoteka (npr. Yahoo!) i tzv. „strojevi za pronalaženje podataka” („Excite”, „Lycos”, „AltaVista”, „Hotbot”). Osnovni cilj širenja usluga na portalima bio je osigurati korisničku bazu podataka i produžiti vrijeme koje su korisnici provodili na određenom portalu. Usluge koje su zahtijevale prijavu korisnika za besplatnu adresu elektroničke pošte, osobno prilagođavanje izgleda i mogućnosti te sobe za razgovor (engl. chat rooms) te igre, vijesti i e-pošta uvelike su pridonijele rastu korisnika portala. Mnogi portali koji su stvoreni među prvima danas više ne postoje, a neki, kao što je npr. Yahoo!, ostali su uspješni do danas.
Regionalni
Uz razvoj međunarodnih personaliziranih portala kao što je Yahoo!, izdvajale su se i područne verzije. Neki regionalni portali sadrže lokalne informacije kao što su vremenska prognoza, plan grada, poslovne informacije, najave javnih događanja i sl.
Državni
Nakraju tzv. „dot-com boom-a” nakraju devedesetih mnoge su države odlučile stvoriti vlastiti portal za svoje građane. U Sjedinjenim Američkim Državama glavni je portal „USA.gov”, u Ujedinjenom Kraljevstvu „Direct.gov” (za građane) te „businesslink.gov.uk” (za poslovne korisnike). Mnoge savezne države u Sjedinjenim Američkim Državama svoje portale koji pružaju direktan pristup aplikacijama (kao što je „eCommerce”) i detaljnije informacije o životu, poslovanju i snalaženju u toj državi. 
Poslovni
Kao i ostatak mrežnih portala, i ova se vrsta razvila u devedesetim godinama XX. st. Mogućnost pristupa raznolikim informacijama vezanim uz tvrtke i posao uz pomoć web preglednika predstavljao je nov način poslovanja. Korisnici više nisu bili zadovoljni samo pročišćenim pogledom na informacije neke tvrtke, već su zahtijevali personalizaciju i adaptaciju portala. S obzirom na to da su devedesete bile doba inovacija u području web portala, mnoge su tvrtke počele nuditi pomagala za svoje informatičare kako bi im pomogle u što lakšem baratanju podacima, aplikacijama i informacijama. Današnji korporativni portali ubrzano razvijaju nove sposobnosti poslovnih rješenja i mogućnosti kao što su proces rada, povećana suradnja između radnih grupa te dopuštanje kreatorima sadržaja da promoviraju vlastiti stil i informacije.
Nositelji mrežnih portala
Kako je popularnost korporativnih portala rasla, tako su im mnoge tvrtke počele nuditi sebe kao nositelja usluge. Takve su tvrtke uglavnom služile samo kao sredstvo objavljivanja informacija. Najraniji portali te vrste bili su „Hyperoffice.com” i „InternetPortal.com ”koji danas više nije u funkciji.